# Won Jeong-sik
Won Jeong-sik (원정식?; Cheolweon, 9 dicembre 1990) è un sollevatore sudcoreano.

## Carriera
Won Jeong-sik ha partecipato alle Olimpiadi di Londra 2012 e di Rio de Janeiro 2016 raggiungendo rispettivamente il settimo e l'ottavo posto nella categoria fino a 69 kg. Nella stessa categoria di peso è diventato campione del mondo ad Anaheim 2017. 

## Vita privata
È sposato con la sollevatrice olimpionica Yoon Jin-hee da cui ha avuto due figli.

## Palmarès
- Mondiali

Anaheim 2017: oro nei 69 kg.
Aşgabat 2018: argento nei 73 kg.
- Universiadi

Shenzhen 2011: argento nei 69 kg.